# José María Barreda Fontes
José María Barreda Fontes (Ciudad Real, 4 de febrer de 1953) és un polític espanyol, fou president de Castella-la Manxa. Llicenciat en Filosofia i Lletres, becari del Consell Superior d'Investigacions Científiques (CSIC). Doctor en Geografia i Història per la Universitat Complutense de Madrid, professor titular d'Història Contemporània de la Universitat de Castella-la Manxa. També membre de la Comissió Executiva Federal del PSOE des del XXXV Congrés del partit (2000). El seu primer càrrec polític el va ocupar a Ciudad Real, on va ser regidor el 1983. Diputat regional per Ciudad Real des de la II Legislatura a la VI. Autor de diversos llibres i nombrosos articles, entre els quals destaquen Caciques y electores (1983) i Ilustración y Reforma en La Mancha (1981). És pare de dos fills amb la seva esposa Clementina Díez de Baldeón García, diputada del Congrés dels Diputats i exvicerectora de la Universitat de Castella-la Manxa.

## Primers passos en la política regional
Durant el període en el qual va ser conseller d'Educació i Cultura de la Junta de Comunitats de Castella-la Manxa, va engegar la Universitat Regional i va iniciar la Xarxa de Biblioteques, Cases de Cultura, Teatres i Auditoris i va organitzar la transformació de l'Alcázar de Toledo en la Biblioteca Regional, que s'ha convertit en la segona d'Espanya en fons. En 1988 és nomenat per José Bono conseller de Relacions Institucionals, conselleria que compagina amb la Vicepresidència de la Junta de Comunitats entre 1988 i 1989. Les Corts de Castella-la Manxa el designaren senador el 1989, càrrec que ocuparia fins a 1991.
Durant la III Legislatura, José María Barreda, és president de les Corts de Castella-la Manxa, càrrec del qual resultaria reelegit en la IV Legislatura. Va dimitir d'aquest càrrec en ser triat secretari general del PSOE de Castella-la Manxa. Durant la seva Presidència en les Corts, va impulsar la reforma de l'Estatut d'Autonomia i del Reglament de la Cambra per a suprimir les limitacions que impedien el seu complet desenvolupament i la consecució d'una plena autonomia. En 1999 torna a ocupar la Vicepresidència de Castella-la Manxa.

## President de Castella-la Manxa
A l'abril de 2004, el llavors president de la Regió José Bono és nomenat Ministre de Defensa, pel que Barreda és designat president de la Comunitat Autònoma de Castella-la Manxa. En les eleccions del 27 de maig de 2007, Barreda va revalidar el seu mandat amb majoria absoluta. Barreda és conegut pel rebuig que es mantingui actiu al Transvasament Tajo-Segura en una situació a més, marcada per la sequera. José María Barreda ha estat un defensor de la solidaritat entre regions tant en política d'aigua com en política de finançament, estant el seu partit a nivell regional en contra els estatuts català i valencià, arribant fins i tot a plantejar-se presentar un recurs d'inconstitucionalitat davant el Tribunal Constitucional d'Espanya contra ambdós, encara que fins al moment solament ho ha fet contra el segon. Impulsor del IV Centenari del Quixot, la commemoració d'aquest succés va suposar un element dinamitzador de la cultura i del turisme a Castella-la Manxa, creant "La Ruta del Quixot", un itinerari ecoturístic dels més importants d'Europa. Fou succeït en el càrrec per la seva rival del Partit Popular, María Dolores de Cospedal en les autonòmiques del 2011. També ha estat elegit diputat per Ciudad Real a les eleccions generals espanyoles de 2011, 2015 i 2016.